# Testery
Die Testery war eine von Ralph Tester geleitete und nach ihm benannte Abteilung im englischen Bletchley Park (B.P.), also der zentralen militärischen Dienststelle, die sich im Zweiten Weltkrieg erfolgreich mit der Entzifferung des verschlüsselten geheimen Nachrichtenverkehrs der deutschen Wehrmacht befasste. Gründungsmitglieder neben Tester waren Jerry Roberts, Denis Oswald und Peter Ericsson.

## Geschichte

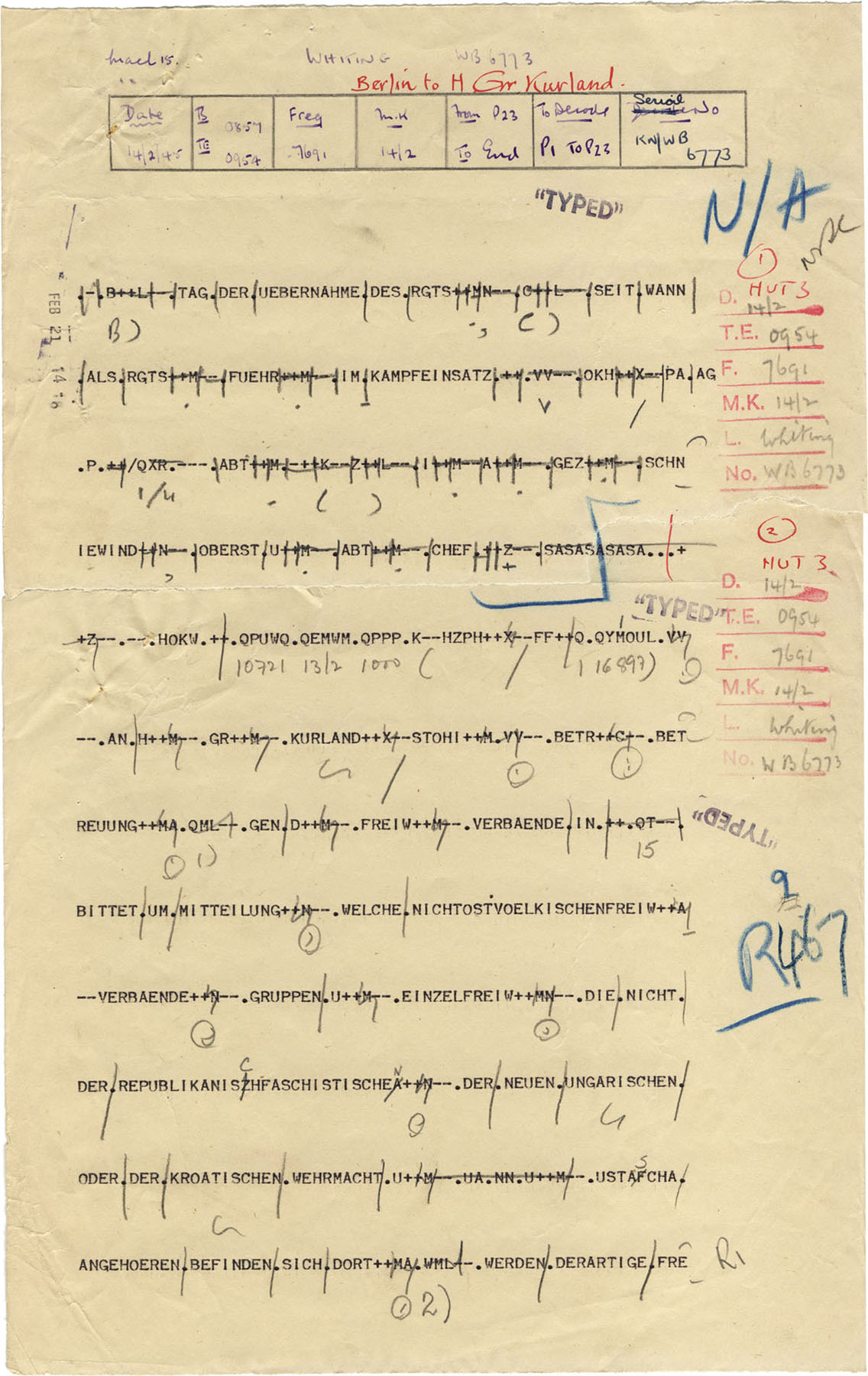
Ein von Berlin an die Heeresgruppe Kurland am 14. Februar 1945 mithilfe der Lorenz-Schlüsselmaschine verschlüsselt gesendetes Funkfernschreiben, das in B.P. als Tunny-Nachricht entziffert wurde.

Hauptaufgabe der Testery war die möglichst kontinuierliche Fortsetzung des erstmals im Frühjahr des Jahres 1942 durch den britischen Codebreaker Bill Tutte gelungenen Bruchs der deutschen Lorenz-Schlüsselmaschine. Die Wehrmacht nutzte diese hochkomplexe Schlüsselmaschine (Eigenbezeichnung: Schlüsselzusatz 42; kurz: SZ 42) zur Verschlüsselung ihrer strategischen Fernschreibverbindungen, insbesondere zwischen dem Oberkommando der Wehrmacht mit Sitz in Wünsdorf nahe Berlin und den Armeehauptquartieren in Städten wie Rom, Paris, Athen, Kopenhagen, Oslo, Königsberg, Riga, Belgrad, Bukarest und Tunis. Die Briten gaben ihm den Decknamen Tunny („Thunfisch“).
Am 1. Juli 1942 übernahm die Testery unter der Leitung von Ralph Tester diese Aufgabe und führte sie bis zum Kriegsende in Europa erfolgreich fort. Die Personalstärke wuchs in dieser Zeit von vier auf schließlich 118 Mitarbeiterinnen und Mitarbeiter, darunter neun Kryptoanalytiker. Sie hatte ihren Sitz wie ihre Schwesterorganisation, die nach Max Newman benannte Newmanry, in Block F, also einem der in der zweiten Kriegshälfte gebauten Backsteingebäude auf dem Gelände von B.P., das im Jahr 1987 abgerissen wurde.

## Mitarbeiter
Unter der Leitung von Ralph Tester wurde in der Testery rund um die Uhr in drei Schichten gearbeitet. Wichtige Mitarbeiter waren:
- Ralph Tester – Leiter der Testery, Linguist aber kein Kryptoanalytiker
- Jerry Roberts – Schichtleiter, Linguist und Kryptoanalytiker
- Peter Ericsson – Schichtleiter, Linguist und Kryptoanalytiker
- Victor Masters – Schichtleiter aber kein Kryptoanalytiker
- Denis Oswald – Linguist und Kryptoanalytiker
- Peter Hilton – Mathematiker und Kryptoanalytiker
- Peter Benenson – Kryptoanalytiker
- Peter Edgerley – Kryptoanalytiker
- John Christie – Kryptoanalytiker
- Jack Thompson – Kryptoanalytiker
- Roy Jenkins – Kryptoanalytiker
- Tom Colvill – General Manager